# ER112
A ER 112 é uma Estrada Regional que integra a rede regional de estradas de Portugal. Liga Pampilhosa da Serra a Castelo Branco.

## Atrações turísticas
- Praia Fluvial de Cambas[2] - Praia vigiada situada em Cambas, num açude.